# Василь Вало
Василь Вало (24 квітня 1921, Підкарпатська Русь — 8 липня 1979, Прага) — чехословацький генерал Чехословацької народної армії, політик Комуністичної партії Чехословаччини українського (русинського походження) та член Палати націй Федеральних зборів, обраних на чеських землях за часів нормалізації.

## Життєпис
Походив із Підкарпатської Русі. Під час Другої світової війни він працював на розвідувальних постах у чехословацьких частинах у Радянському Союзі, до яких приєднався у січні 1943 року. З 1945 року обіймав командні посади в ЧСНА. З 1946 року — член Комуністичної партії. У 1959–1960 роках він був заступником начальника Генерального штабу ЧСНА. З 1954 року у реєстраційних протоколах (не тільки в томі № 2447) він зареєстрований як агент державної безпеки, переважно під кодовим ім'ям Вацлав. У 1971 році він став першим заступником міністра національної оборони Чехословаччини. 1971 року нагороджений орденом Праці, 1975 року орденом Переможного лютого. У 1975 році отримав звання генерал-полковника. У 1971 і 1976 роках він був зазначений заступником міністра національної оборони. Перед смертю він також був членом ЦК Федерального союзу борців з фашизмом.
XIV з'їзд Комуністичної партії Чехословаччини обрав його членом ЦК КПЧ. Його затвердив на посаді XV з'їзд Комуністичної партії Чехословаччини.
На виборах 1971 року він був депутатом чеської частини Палати Націй (виборчий округ № 19 — Табор, Південночеський край). Захищав свій мандат на виборах 1976 року (округ Брно-Венков, Південно-Моравський край). Він залишався депутатом до своєї смерті в 1979 році.

## Відзнаки та нагороди
- Чехословацький воєнний хрест 1939 року, нагороджений у березні 1944
- Орден Вітчизняної війни /1943-1985/ II ст. ступінь, присуджено в червні 1944 (СРСР)
- Чехословацький бойовий хрест 1939 року, вдруге нагороджений у жовтні 1944
- Чехословацька медаль «За хоробрість перед ворогом», вручена в жовтні 1944
- Пам'ятна медаль Чехословацької армії за кордоном, нагороджена в грудні 1944
- Чехословацька медаль за військові заслуги 1-го ступеня, 1945
- Медаль «За перемогу над Німеччиною у Великій Вітчизняній війні 1941—1945 рр.»[15], 1946 (СРСР)
- Чехословацький військовий орден «За свободу», Золота зірка, 1949
- Медаль «За визволення Праги», 1950 (СРСР)
- Орден Червоної Зірки, 1958
- Пам'ятна медаль «Дукля», 1959
- Орден Червоного Прапора, 1969
- Орден Трудового Червоного Прапора 1970 р.
- Орден праці, 1971

- Пам'ятна медаль до 25-річчя Перемоги Лютий 1975 року
- Пам'ятна медаль до 20-річчя визволення Чехословаччини
- Медаль «За зміцнення збройової дружби»[16] 1 ступеня
- Ювілейна медаль 20-річчя перемоги у Великій Вітчизняній війні 1941—1945 рр.[17], (СРСР)

## Галерея

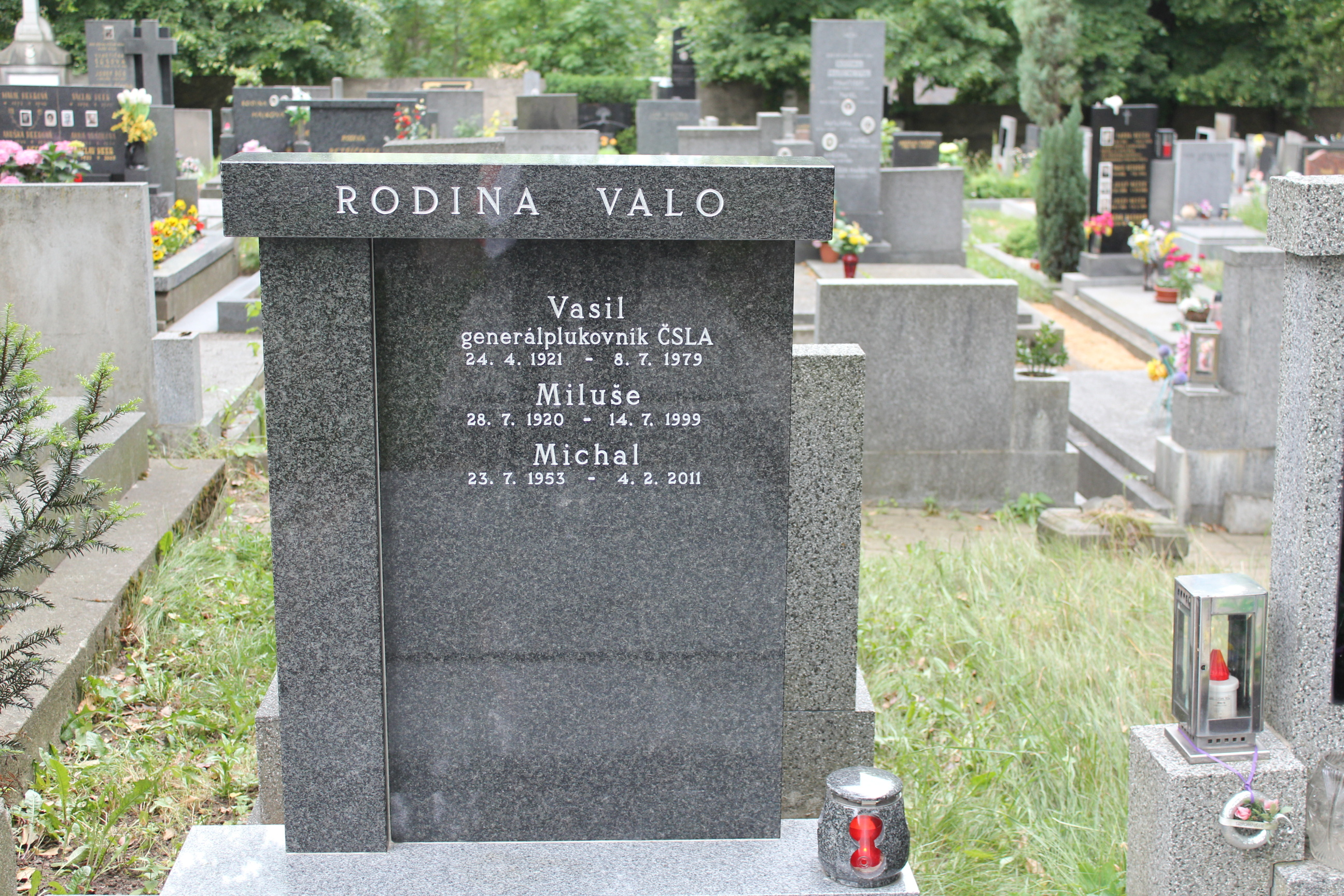
Могила в Дольніх Почерницях
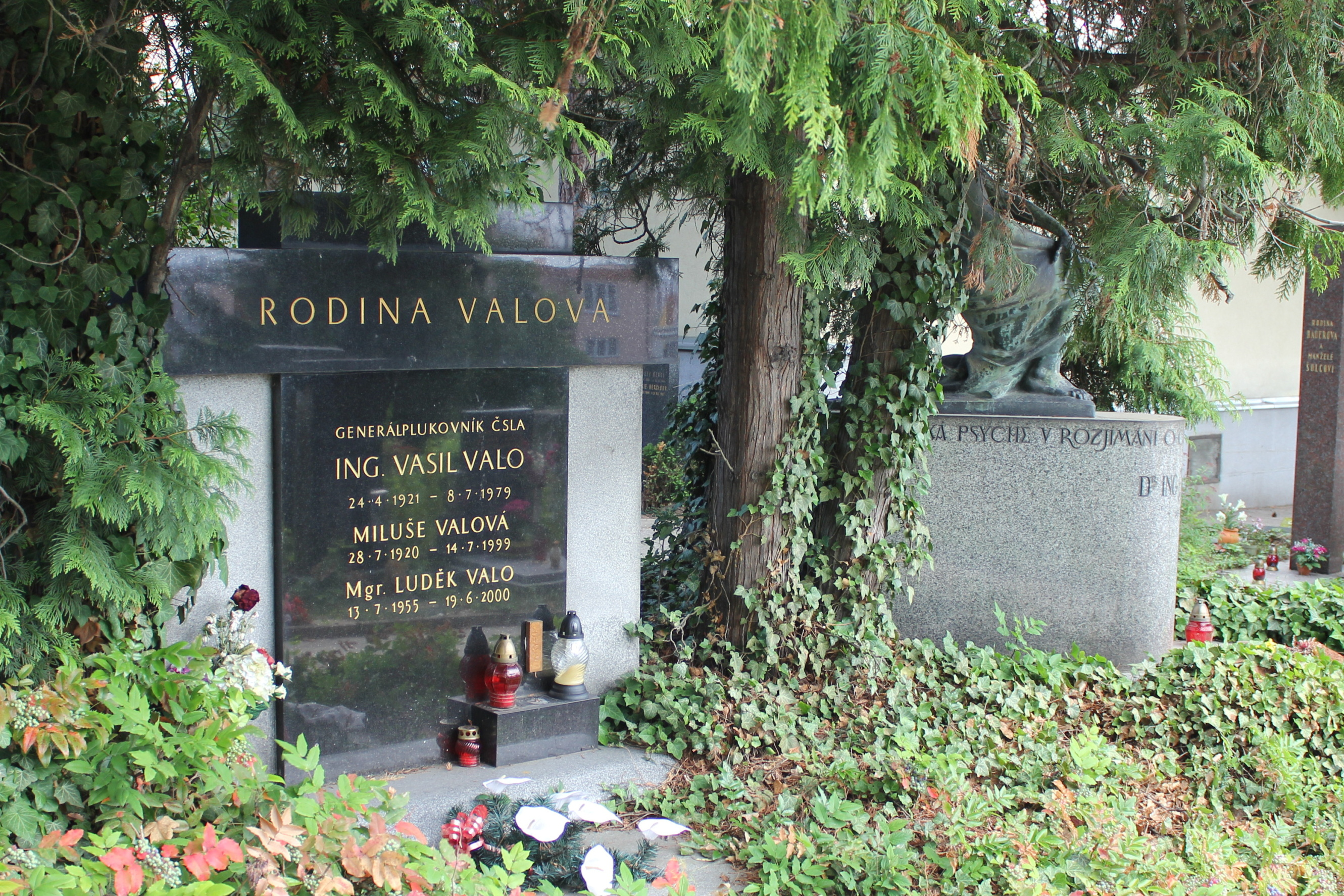
Могила в Празі 10 (Страшницький крематорій)

### Зовнішні посилання
- (чеськ.) Василь Вало в парламенті
- (чеськ.) Василь Вало, родом із Підкарпатської Русі
- Válka.cz, генерал-полковник Василь Вало